# Речь Владимира Путина об аннексии четырёх украинских регионов
Речь Владимира Путина об аннексии четырёх украинских регионов — обращение президента России Владимира Путина 30 сентября 2022 года к обеим палатам Федерального собрания Российской Федерации, в котором он объявил об аннексии Россией территорий Донецкой, Луганской, Запорожской и Херсонской областей Украины, частично оккупированных российской армией в ходе войны с Украиной. Заявление Путина об аннексии четырёх украинских регионов стало объявлением крупнейшего насильственного захвата территории в Европе со времён Второй мировой войны. Речь состоялась в Георгиевском зале Большого Кремлёвского дворца.

## Содержание
Большая часть 36-минутной речи была посвящена противостоянию России с «коллективным Западом». В частности, Путин заявил, что «англосаксы» организовали «взрывы на международных газовых магистралях Северного потока». Он затронул и темы гендера, русофобии, цитировал Нагорную проповедь и правого философа Ивана Ильина (известного своими радикально-антикоммунистическими взглядами и открытой поддержкой Третьего Рейха). Также Путин обвинил западные страны в пропаганде, заявив о параллелях с пропагандой Геббельса несмотря на то, что именно российскую пропаганду эксперты сравнивают с созданной Геббельсом. Также российский президент вновь прибегнул к ядерной риторике, заявив, что американцы атомными бомбардировками Хиросимы и Нагасаки «создали прецедент».
Обращение происходило на фоне окружения российских войск под Лиманом силами ВСУ. От Украины Путин потребовал «немедленно прекратить огонь, все боевые действия» и «вернуться за стол переговоров», при этом заявив, что «выбор народа в Донецке, Луганске, Запорожье и Херсоне обсуждать не будем, он сделан, Россия его не предаст».

## Реакция
Журналисты описали его выступление как «самую резкую декларацию враждебности, которую российский лидер высказывал Западу».
Украинский президент Владимир Зеленский на требования Путина в речи ответил, что Украина готова к переговорам, но «уже с другим президентом России» и объявил, что Украина подаёт заявку на вступление в НАТО в ускоренном порядке.
Meduza опубликовали статью, в которой утверждается, что речь практически полностью состоит из штампов и «новояза», использовавшихся российской пропагандой с начала вторжения на Украину.